# The Discoverers
The Discoverers (Nederlandse titel: De ontdekkers) is een geschiedkundig werk uit 1983 van Daniel J. Boorstin en het eerste deel uit zijn drieluik over de geschiedenis van kennis. De andere twee delen zijn The Creators en The Seekers.

## Inhoud
In dit boek — ondertitel: A History Of Man's Search To Know His World And Himself — beschrijft Boorstin de geschiedenis van menselijke ontdekkingen, zoals de tijd, evolutie, relativiteit, de zwaartekracht en de geneeskunde.